# 埃姆斯岩
埃姆斯岩（英語：Ems Rock），是南極洲的岩石，位於南喬治亞群島的斯特羅姆內斯灣南部，處於哈里森角和布森角之間，由英國研究隊繪入地圖，由英國海外領土管轄。